# Michel Chancy
Pour les articles homonymes, voir Chancy.
Michel Chancy est un vétérinaire, personnalité politique et secrétaire d'État haïtien.

## Biographie
Michel Chancy est né à Haïti, mais fut élevé au Canada où ses parents, Max Chancy et Adeline Magloire Chancy intellectuels haïtiens y étaient exilés en raison de leurs rôles d'opposants au dictateur François Duvalier.
Michel Chancy est diplômé en médecine vétérinaire et en zootechnie de l'Université nationale autonome du Mexique.
En 1986, Michel Chancy rentra à Haïti qui ne comptait à l'époque que quatre vétérinaires. Michel Chancy fut le cinquième. Il fut l'un des fondateurs de « Veterimed », une ONG haïtienne spécialisée en santé et production animales qu'il a dirigé de 1991 à 2008.
En 2005, le projet LÈT AGOGO de VETERIMED, sous sa direction, reçoit le premier prix des meilleurs projets d'innovation sociale de l'année, lors d'un concours conjoint réalisé par la CEPAL et la Fondation Kellogg à Santiago, au Chili,.
En 2006, il reçoit à Miami le prix "Latin Trade Bravo de Leader Humanitaire de l'année",
Nommé secrétaire d'État à la production animale dans le gouvernement de Michèle Pierre-Louis, entré en fonction le 23 septembre 2008, il est maintenu à son poste par les premiers ministres successifs Jean-Max Bellerive, Garry Conille, Laurent Lamothe et Evans Paul. Il est donc le seul membre du gouvernement ayant servi sous la présidence de René Préval qui soit demeuré au gouvernement sous Michel Martelly.
Il a été membre de la Commission Présidentielle sur la compétitivité de l'économie haïtienne GC  et aussi membre de la  Commission Présidentielle de lutte contre la Faim et la malnutrition "Aba Grangou".
Le 7 septembre 2012, Michel Chancy reçoit du Brésil la distinction de « Commandeur de l'Ordre de Rio Branco ». Cette distinction a été octroyée par la présidente du Brésil, Madame Dilma Roussef, et remise au Camp Charly du bataillon brésilien de la mission des Nations unies pour la stabilisation en Haïti (Minustah), en marge de la commémoration du 190e anniversaire de l'indépendance du Brésil.
Le 31 janvier 2017 il a été promu par la France, Officier dans l'Ordre du Mérite agricole, décoration qui lui est remise par l'Ambassadeur de France en Haïti.
Il est actuellement professeur à la Faculté de Sciences de l'Agriculture et de l'Environnement de 'Université Quisqueya et enseigne aussi à la Faculté d'Agronomie de et Médecine Vétérinaire de l'Université d'État d'Haïti.
Sa mère, Adeline Magloire Chancy, a été Secrétaire d'Etat à l'Alphabétisation en 1996 sous le Gouvernement du Président René Préval et Ministre à la Condition Féminine et aux Droits de la Femme de 2004 à 2006 sous la Présidence provisoire de Boniface Alexandre
Sa tante, Marie-Lucie Chancy, fut la première épouse de Leslie Manigat, président de la République d'Haïti pendant quatre mois en 1988.

## Prix et décorations reçus
- Officier de l'Ordre du Mérite agricole de la République Française, janvier 2017
- Commandeur de l'ordre du Rio Branco, du Brésil,  2012

- Latin Trade Bravo de Leader Humanitaire de l'année, novembre 2006[12],[13]